# Herbert Ottersbach
Herbert Ottersbach (* 12. Mai 1930 in Wuppertal; † 22. Juli 2016 ebenda) war ein deutscher Beamter.

## Leben
Herbert Ottersbach trat nach seinem Studium an der Rheinischen Friedrich-Wilhelms-Universität Bonn in den Staatsdienst ein. Er war in der Wehrbereichsverwaltung III tätig. Herbert Ottersbach war Präsident des Bundessprachenamtes (BSprA) von 1992 bis 1995. Ottersbach war Mitglied der CDU. Er war von 1969 bis 1999 Mitglied des Rates der Stadt Wuppertal. Ottersbach war verheiratet und hatte vier Kinder. Er war seit 1955 Mitglied der katholischen Studentenverbindung K.D.St.V. Alania Bonn im CV.

### Ehrenamt
Papst Johannes Paul II. ernannte ihn 2004 wegen seines vielfältigen kirchlichen Engagements zum Ritter des Silvesterordens. Er war seit Jugendtagen ehrenamtlich für die Wuppertaler Kirche tätig, unter anderem im Katholikenrat der Stadt. 1957 war er einer der Gründungsväter des Katholischen Ferienwerks Wuppertal. Er war langjähriger Vorsitzender der „Stiftung St. Josef – Zentrum für Orthopädie und Rheumatologie“. Von 1969 bis 1984 war Ottersbach Vorsitzender des Pfarrgemeinderates St. Marien in Elberfeld und von 1997 bis 2003 Mitglied des Kirchenvorstandes von Herz Jesu in Elberfeld.